# كيفن كونواي (ممثل)
كيفن كونواي (بالإنجليزية: Kevin Conway)‏ مواليد 29 مايو 1942 في نيويورك، نيويورك، الولايات المتحدة، هو ممثل ومخرج أمريكي بدأ مسيرته الفنية سنة 1972.

## الأعمال
- السريع والميت
- الفارس الأسود
- نهر غامض
- الذي لا يقهر

## روابط خارجية
- كيفن كونواي على موقع IMDb (الإنجليزية)
- كيفن كونواي على موقع روتن توميتوز (الإنجليزية)
- كيفن كونواي على موقع ألو سيني (الفرنسية)
- كيفن كونواي على موقع ميوزك برينز (الإنجليزية)
- كيفن كونواي على موقع أول موفي (الإنجليزية)
- كيفن كونواي على موقع قاعدة بيانات برودواي على الإنترنت (الإنجليزية)
- كيفن كونواي على موقع قاعدة بيانات الأفلام السويدية (السويدية)
- كيفن كونواي على موقع ديسكوغز (الإنجليزية)
- كيفن كونواي على موقع قاعدة بيانات الفيلم (الإنجليزية)
- كيفن كونواي على موقع كينوبويسك (الروسية)